# Lough Corrib
Lough Corrib (irsky Loch Coirib nebo An Choirib) je jezero u západního pobřeží Irska v provincii Connacht mezi hrabstvími Galway a Mayo. Prohlubeň, v níž se jezero nachází, je krasového původu a byla prohloubena ledovcem. Má rozlohu 176 km², je dlouhé 42 km a dosahuje hloubky okolo 10 m. Nachází se v nadmořské výšce 9 m. Je to největší jezero v Irské republice a druhé největší na celém ostrově po Lough Neagh.

## Pobřeží, ostrovy
Pobřeží je převážně nízké, na západě a severozápadě prudké a vysoké. Na jezeře je okolo 300 ostrovů. Nejvýznamnější a největší je Inchagoill, na kterém jsou zbytky raně křesťanského kláštera s románským kostelem. Další větší ostrovy jsou Rabbit Island, Inchiquin, Inishmicatreer a Inishdoorus.

## Vodní režim
Největší přítok je řeka Clare se nachází na jihovýchodě. Další přítok je od severu z jezera Lough Mask. Odtok zajišťuje řeka Corrib, která u města Galway (irsky Gaillimh) ústí do Galwayského zálivu Atlantského oceánu.

## Osídlení
Na břehu a v blízkosti jezera leží místa: Galway, Oughterard, Moycullen, Maam Cross, Maum, Cornamona, Cong, Clonbur, Cross, Headford, Castlequarter, Carrowmoreknock a Ower. Jihozápadně od jezera vede silnice č. 59 a po západním a východním břehu vede silnice č. 84.

## Historie
Staré irské jméno jezera je Loch nOirbsean, pojmenované podle tradice po antickém mořeplavci Orbsenovi Mac Alloidovi, který je známý podobně jako Manannán Mac Lir, „syn moře“, který dal jméno ostrovu Man. Sir William Wilde napsal na jezeře knihu, která byla poprvé publikovaná v roce 1867.